# Amphibotettix
Amphibotettix is een geslacht van rechtvleugeligen uit de familie doornsprinkhanen (Tetrigidae). De wetenschappelijke naam van dit geslacht is voor het eerst geldig gepubliceerd in 1906 door Hancock.

## Soorten
Het geslacht Amphibotettix omvat de volgende soorten:
- Amphibotettix abbotti Rehn, 1904
- Amphibotettix longipes Hancock, 1906
- Amphibotettix rosaceus Hancock, 1915